# Caspar Abraham von Schönberg
Caspar Abraham von Schönberg, modernisiert auch Kaspar Abraham von Schönberg, (* 14. Juli 1637 in Frauenstein; † 5. September 1703 in Hirschfeld) war ein sachsen-weißenfelsischer Geheimer Rat und Kanzler sowie Rittergutsbesitzer. Er stand auch im Dienst des Herzogs von Anhalt-Zerbst.

## Leben
Er stammte aus der sächsischen Adelsfamilie von Schönberg und war der Sohn des Rittmeisters Abraham von Schönberg auf Frauenstein und Rechenberg und der Anna Maria, geborene von Bünau († 1667). Sein Vater starb frühzeitig, so dass er unter die Vormundschaft von Nicol von Schönberg kam. Der bekannte Staatsmann, Oberberghauptmann und Reformer von Bergbau und Hüttenwesen im Kurfürstentum Sachsen, Abraham von Schönberg (* 11. März 1640 in Freiberg; † 4. November 1711 ebenda) war sein jüngerer Bruder.
Wie viele seiner Familienangehörigen schlug er eine Verwaltungslaufbahn im Dienst der Wettiner ein. Er ging allerdings nicht wie gewöhnlich an den Hof nach Dresden, sondern stellte sich in den Dienst der Herzöge von Sachsen-Weißenfels, wo er bis zum Geheimen Rat und Kanzler aufstieg und über Jahrzehnte im Amt blieb und zudem für den Herzog von Anhalt-Zerbst tätig wurde. Er besaß die beiden Rittergüter Zechau und Hirschfeld. Auf letzterem Gut starb er 1703.
Die anlässlich seiner feierlichen Beisetzung gehaltene Leichenpredigt erschien in Druck und hat sich bis heute in wenigen Exemplaren erhalten.